# Gouvernement Nabiam I
Gomes III Nabiam II
Le gouvernement Nabiam I est le gouvernement de Guinée-Bissau du 2 mars 2020 au 9 juin 2022.

## Historique

### Formation
Aristides Gomes est limogé de son poste de Premier ministre au lendemain de l'investiture d'Umaro Sissoco Embaló. Celui-ci prête serment le 27 février 2020 en présence du président sortant José Mário Vaz, du premier vice-président de l'Assemblée nationale populaire, Nuno Gomes Nabiam, du président de la commission électorale, du procureur général, du chef d'état-major et des députés membres du Parti du renouveau social et du Mouvement pour l'alternance démocratique G-15,.
Le lendemain, Embaló nomme comme Premier ministre Nuno Gomes Nabiam. Le nouveau président justifie cette décision par l'impossible cohabitation entre les deux hommes. Il prend ses fonctions le 29 février. En réaction, l'Assemblée nationale a investi son président Cipriano Cassamá comme président par intérim, alors qu'Embaló réside au palais présidentiel. L'armée prend le contrôle du siège de la télévision et de la radio et le siège du gouvernement et le palais de justice.
Assermenté le 2 mars, le nouveau gouvernement est formé de membres du Mouvement pour l'alternance démocratique G-15, de l'Assemblée du peuple uni et du Parti du renouveau social. Il se compose de 19 ministres et 13 secrétaires d'État. Seules trois femmes font partie du gouvernement dont une ministre. Le poste de ministre de la Santé reste vacant jusqu'au 5 mars.
Le 26 juin, cinq députés du PAIGC rejoignent la coalition au pouvoir, et le gouvernement obtient la confiance du Parlement le 1er juillet.

### Évolution
Le gouvernement est remanié le 20 avril 2021.

### Succession
Des hommes armés ont encerclé le palais du gouvernement le 1er février, où le président Umaro Sissoco Embaló et le Premier ministre Nuno Gomes Nabiam se seraient rendus pour assister à une réunion du cabinet. Le radiodiffuseur d'État a rapporté que la fusillade avait endommagé le palais du gouvernement, situé à proximité de l'aéroport, et que des « envahisseurs » retenaient des représentants du gouvernement. Le président a déclaré à l'agence de presse AFP lors d'un appel téléphonique : « Tout va bien » et a ajouté que la situation « était sous contrôle ».
Le 16 mai 2022, le président Umaro Sissoco Embaló annonce la dissolution de l'Assemblée nationale populaire, annonce des élections anticipées pour le 18 décembre 2022 et reconduit Nabiam,.

## Composition

### Initiale (2 mars 2020)
| Portefeuille                                                                          | Titulaire | Titulaire                               | Parti      |
| ------------------------------------------------------------------------------------- | --------- | --------------------------------------- | ---------- |
| Premier ministre                                                                      |           | Nuno Gomes Nabiam                       | APU-PDGB   |
| Ministre de la Présidence du Conseil des ministres et des Affaires parlementaires     |           | Mamadú Serifo Jaquité                   | MADEM G-15 |
| Ministre de l'Économie                                                                |           | Victor Mandinga                         | MADEM G-15 |
| Ministre des Finances                                                                 |           | João Fadiá                              | Sans       |
| Ministre des Affaires étrangères, de la Coopération internationale et des Communautés |           | Suzi Carla Barbosa                      | PAIGC      |
| Ministre de l'Intérieur                                                               |           | Botche Candé                            | MADEM G-15 |
| Ministre de la Défense nationale et des Combattants de la liberté de la patrie        |           | Sandji Faty                             | MADEM G-15 |
| Ministre de l'Administration territoriale et du Développement local                   |           | Fernando Dias                           | PRS        |
| Ministre de la Justice et des Droits de l'Homme                                       |           | Fernando Mendonça                       | Sans       |
| Ministre des Travaux publics, du Logement et de l'Urbanisme                           |           | Fidelis Forbs                           | MADEM G-15 |
| Ministre de l'Éducation nationale et de l'Enseignement supérieur                      |           | Arcénio Abdulai Jibrilo Baldé           | MADEM G-15 |
| Ministre de la Santé publique                                                         |           | Dionísio Cumba (à partir du 05/03/2020) | PRS        |
| Ministre de l'Agriculture, des Forêts et du Développement rural                       |           | Abel da Silva Gomes                     | MADEM G-15 |
| Ministre de la Pêche et de l'Économie maritime                                        |           | Malam Sambu                             | PRS        |
| Ministre des Transports et des Communications                                         |           | Jorge Mandinga                          | APU-PDGB   |
| Ministre de la Réforme administrative et du Travail                                   |           | Maria Celina Vieira                     | APU-PDGB   |
| Ministre de l'Énergie et des Ressources naturelles                                    |           | Jorge Malú                              | PRS        |
| Ministre du Commerce et de l'Industrie                                                |           | Antόnio Artur Sanhá                     | PRS        |
| Ministre de l'Action sociale, de la Famille et de la Promotion de la femme            |           | Conceição Évora                         | MADEM G-15 |
| Ministre de l'Environnement et de la Biodiversité                                     |           | Viriato Soares Cassamá                  | Sans       |
| Secrétaire d'État aux Communautés                                                     |           | Dara Yurgan da Fonseca Ramos            | MADEM G-15 |
| Secrétaire d'État à la Coopération internationale                                     |           | Augusto Gomes                           | APU-PDGB   |
| Secrétaire d'État à la Jeunesse et aux Sports                                         |           | Florentino Dias                         | MADEM G-15 |
| Secrétaire d'État au Budget et aux Finances                                           |           | José Carlos Varela Casimiro             | MADEM G-15 |
| Secrétaire d'État au Trésor                                                           |           | Ilídio Té                               | PRS        |
| Secrétaire d'État à la Gestion hospitalière                                           |           | Cornélia Lopes Man                      | PRS        |
| Secrétaire d'État à l'Enseignement supérieur et à la Recherche scientifique           |           | Garcia Bedeta                           | APU-PDGB   |
| Secrétaire d'État au Tourisme et à l'Artisanat                                        |           | Nhima Sissé                             | MADEM G-15 |
| Secrétaire d'État à l'Ordre public                                                    |           | Mário Siano Fambé                       | APU-PDGB   |
| Secrétaire d'État au Plan et à l'Intégration régionale                                |           | Mónica Buaro                            | PRS        |
| Secrétaire d'État à la Culture                                                        |           | Francelino Cunha                        | PRS        |
| Secrétaire d'État à la Communication sociale                                          |           | Conco Turé                              | MADEM G-15 |
| Secrétaire d'État chargé des Combattants de la liberté du pays                        |           | Augusto Nhaga                           |            |

### Remaniement du 20 avril 2021
La composition est la suivante.
- Les nouveaux ministres seront indiqués en gras, ceux ayant changé d'attribution le sont en italique.

| Portefeuille                                                                                                | Titulaire | Titulaire                       | Parti      |
| --- | --------- | ------------------------------- | ---------- |
| Premier ministre                                                                                            |           | Nuno Gomes Nabiam               | APU-PDGB   |
| Vice-Premier ministre Ministre de la Présidence du Conseil des ministres et des Affaires parlementaires     |           | Soares Sambú                    | MADEM G-15 |
| Ministre des Finances                                                                                       |           | João Fadiá                      | Sans       |
| Ministre des Affaires étrangères, de la Coopération internationale et des Communautés                       |           | Suzi Carla Barbosa              | PAIGC      |
| Ministre de l'Intérieur                                                                                     |           | Botche Candé                    | MADEM G-15 |
| Ministre de la Défense nationale et des Combattants de la liberté de la patrie                              |           | Sandji Faty                     | MADEM G-15 |
| Ministre de l'Administration territoriale et du Développement local                                         |           | Fernando Dias                   | PRS        |
| Ministre de la Justice et des Droits de l'Homme                                                             |           | Iaia Djaló (mort le 20/12/2021) |            |
| Ministre des Travaux publics, du Logement et de l'Urbanisme                                                 |           | Fidelis Forbs                   | MADEM G-15 |
| Ministre de l'Éducation nationale, de l'Enseignement supérieur, de la Culture, de la Jeunesse et des Sports |           | Cirilo Mamasaliu Djaló          | MADEM G-15 |
| Ministre de la Santé publique                                                                               |           | Dionísio Cumba                  | PRS        |
| Ministre de l'Agriculture, des Forêts et du Développement rural                                             |           | Marciano Barbeiro               | MADEM G-15 |
| Ministre de la Pêche et de l'Économie maritime                                                              |           | Malam Sambu                     | PRS        |
| Ministre des Transports et des Communications                                                               |           | Augusto Gomes                   | APU-PDGB   |
| Ministre de la Réforme administrative et du Travail                                                         |           | Tumane Baldé                    | PRS        |
| Ministre de l'Énergie                                                                                       |           | Orlando Viegas                  | PRS        |
| Ministre du Tourisme                                                                                        |           | Fernando Vaz                    |            |
| Ministre du Commerce et de l'Industrie                                                                      |           | Iaia Djaló                      | PRS        |
| Ministre de la Communication sociale                                                                        |           | Fernando Mendonça               | Sans       |
| Ministre de l'Action sociale, de la Famille et de la Promotion de la femme                                  |           | Conceição Évora                 | MADEM G-15 |
| Ministre de l'Environnement et de la Biodiversité                                                           |           | Viriato Soares Cassamá          | Sans       |
| Secrétaire d'État aux Communautés                                                                           |           | Salumé Santos Alouche           | MADEM G-15 |
| Secrétaire d'État à la Jeunesse et aux Sports                                                               |           | Florentino Dias                 | MADEM G-15 |
| Secrétaire d'État au Budget et aux Finances                                                                 |           | José Carlos Varela Casimiro     | MADEM G-15 |
| Secrétaire d'État au Trésor                                                                                 |           | Ilídio Té                       | PRS        |
| Secrétaire d'État à la Gestion hospitalière                                                                 |           | Cornélia Lopes Man              | PRS        |
| Secrétaire d'État à l'Enseignement supérieur et à la Recherche scientifique                                 |           | Garcia Bedeta                   | APU-PDGB   |
| Secrétaire d'État à l'Ordre public                                                                          |           | Mário Siano Fambé               | APU-PDGB   |
| Secrétaire d'État au Plan et à l'Intégration régionale                                                      |           | Mónica Buaro                    | PRS        |
| Secrétaire d'État à la Culture                                                                              |           | Francelino Cunha                | PRS        |
| Secrétaire d'État chargé des Combattants de la liberté du pays                                              |           | Augusto Nhaga                   |            |